# Komeet 17P/Holmes
17P/Holmes is een periodieke komeet in het zonnestelsel. De komeet werd in 1892 ontdekt door de Britse amateurastronoom Edwin Holmes. Eind oktober 2007 is de komeet "uitgebarsten" en veranderde de helderheid (zichtbaarheid) binnen enkele uren van magnitude 17 naar magnitude 2,8.

## Ontdekking
De komeet werd op 6 november 1892 ontdekt door Edwin Holmes terwijl hij bezig was met observaties van de Andromedanevel (M31). De ontdekking werd later bevestigd door Edward Maunder (Koninklijk Greenwich Observatorium, Greenwich, Engeland), William Henry Maw (Engeland) en Kidd (Bramley, Engeland).
De komeet werd eveneens ontdekt door Thomas David Anderson (Edinburgh, Schotland) op 8 november en door John Ewen Davidson (Mackay, Queensland, Australië) op 9 november (die op 19 juli 1889 de komeet C/1889 O1 ontdekte, de eerste in Queensland ontdekte komeet ooit).
De eerste ellipsvormige banen werden onafhankelijk berekend door Heinrich Kreutz en George Mary Searle. Aanvullend onderzoek stelde een omlooptijd van 6,9 jaar vast. Daarmee werd bewezen dat deze komeet niet de terugkeer van komeet 3D/Biela betekende.
De passages van 1899 en 1906 werden geobserveerd, maar men verloor de komeet uit het oog na 1906. Pas op 16 juli 1964 werd de komeet herontdekt door Elizabeth Roemer (US Naval Observatory in Flagstaff, Arizona, VS) met behulp van computervoorspellingen van Brian G. Marsden. De komeet is sindsdien bij elke passage gezien.

## Uitbarsting van 2007
Rond 24 oktober 2007 werd de komeet, die toen in het sterrenbeeld Perseus stond, aanzienlijk helderder en ging van magnitude 17 naar magnitude 2,8 (ruwweg 500.000 keer helderder) in slechts enkele uren. De komeet was daarmee met het blote oog waar te nemen als een heldere gele "ster". De diameter van de halo rondom de komeet was op dat moment ongeveer 1,4 miljoen kilometer en was daarmee groter dan de diameter van de zon. Een dergelijke uitbarsting kan gewoonlijk verklaard worden door het plotselinge ontsnappen van gassen (als gevolg van de verdampende werking van zonlicht) of het vrijkomen van deeltjes.